# Nhảy cầu tại Đại hội Thể thao châu Á 2014
Nhảy cầu tại Đại hội Thể thao châu Á 2014 được tổ chức tại Incheon, Hàn Quốc từ ngày 29 tháng 9 - 3 tháng 10 năm 2014. 10 giải cuộc thi được tổ chức trong cả hai đội nam và nữ. Tất cả đối thủ cạnh tranh đang diễn ra tại Trung tâm dưới nước Park Tae-hwan Munhak.

## Danh sách huy chương

### Nam
| Nội dung                     | Vàng                                       | Bạc                                           | Đồng                                   |
| ---------------------------- | ------------------------------------------ | --------------------------------------------- | -------------------------------------- |
| 1 m springboard              | Hạ Triệu · Trung Quốc                      | Hạ Trinh · Trung Quốc                         | Woo Ha-Ram · Hàn Quốc                  |
| 3 m springboard              | Tào Viên · Trung Quốc                      | Hạ Triệu · Trung Quốc                         | Sakai Sho · Nhật Bản                   |
| 10 m platform                | Khâu Ba · Trung Quốc                       | Dương Kiếm · Trung Quốc                       | Woo Ha-Ram · Hàn Quốc                  |
| Synchronized 3 m springboard | Trung Quốc · Tào Viên · Lâm Nhạc           | Malaysia · Ahmad Amsyar Azman · Ooi Tze Liang | Hàn Quốc · Kim Yeong-Nam · Woo Ha-Ram  |
| Synchronized 10 m platform   | Trung Quốc · Trần Ái Sơn · Trương Yên Toàn | Hàn Quốc · Kim Yeong-Nam · Woo Ha-Ram         | Malaysia · Chew Yi Wei · Ooi Tze Liang |

### Nữ
| Nội dung                     | Vàng                                    | Bạc                                               | Đồng                                           |
| ---------------------------- | --------------------------------------- | ------------------------------------------------- | ---------------------------------------------- |
| 1 m springboard              | Thạch Đình Mao · Trung Quốc             | Vương Hàn · Trung Quốc                            | Kim Na-Mi · Hàn Quốc                           |
| 3 m springboard              | He Zi · Trung Quốc                      | Vương Hàn · Trung Quốc                            | Cheong Jun Hoong · Malaysia                    |
| 10 m platform                | Si Yajie · Trung Quốc                   | Hoàng Tiểu Huy · Trung Quốc                       | Kim Un-Hyang · CHDCND Triều Tiên               |
| Synchronized 3 m springboard | Trung Quốc · Thạch Đình Mao · Vương Hàn | Malaysia · Cheong Jun Hoong · Ng Yan Yee          | CHDCND Triều Tiên · Choe Un-Gyong · Kim Jin-Ok |
| Synchronized 10 m platform   | Trung Quốc · Trần Sở Lâm · Lưu Huy Hạ   | CHDCND Triều Tiên · Kim Un-Hyang · Song Nam-Hyang | Malaysia · Leong Mun Yee · Pandelela Rinong    |

## Bảng huy chương
| 1         | Trung Quốc (CHN)        | 10 | 6  | 0  | 16 |
| 2         | Malaysia (MAS)          | 0  | 2  | 3  | 5  |
| 2         | Hàn Quốc (KOR)          | 0  | 1  | 4  | 5  |
| 4         | CHDCND Triều Tiên (PRK) | 0  | 1  | 2  | 3  |
| 4         | Nhật Bản (JPN)          | 0  | 0  | 1  | 1  |
| Tổng cộng | Tổng cộng               | 10 | 10 | 10 | 30 |

## Quốc gia tham dự
Tổng cộng có 62 vận động viên từ 10 quốc gia đang cạnh tranh trong nhảy cầu tại Đại hội Thể thao châu Á 2014:
- Trung Quốc (16)
- Hồng Kông (3)
- Nhật Bản (7)
- Hàn Quốc (8)
- Kuwait (2)
- Ma Cao (4)
- Malaysia (9)
- CHDCND Triều Tiên (6)
- Qatar (3)
- Singapore (4)